# Edlau
Edlau è una frazione della città tedesca di Könnern situata nel land della Sassonia-Anhalt.
Fino al 1º gennaio del 2010 era comune autonomo.